# شورای بین‌المللی موزه‌ها
شورای بین‌المللی موزه‌ها (انگلیسی: International Council of Museums) یا به اختصار (ICOM)، تنها سازمان تخصصی موزه‌ای و موزه‌داران در سطح جهانی است که به ارتقاء و محافظت از میراث‌های طبیعی و فرهنگی کنونی و گذشته، محسوس و نامحسوس، می‌پردازد. این سازمان مردم‌نهاد که در سال ۱۹۴۶ پایه‌گذاری شد تقریباً ۳۰٬۰۰۰ عضو در ۱۳۷ کشور جهان دارد.
مقر ICOM در شهر پاریس، فرانسه قرار دارد. ICOM روابط رسمی با یونسکو دارد، و به ارائه مشاوره به شورای اقتصادی و اجتماعی سازمان ملل متحد می‌پردازد. این سازمان همچنین همکاری‌های نزدیکی با سازمان جهانی مالکیت فکری، پلیس بین‌الملل، و سازمان جهانی گمرک دارد که کمک مهمی به جلوگیری از قاچاق اشیای تاریخی و فرهنگی و نیز پاسداری از میراث جهانی در هنگام خطرهای طبیعی و بشرساخته هستند.